# Peter Fatialofa
Pas d'image ? Cliquez ici

a Compétitions nationales et continentales officielles uniquement.

b Matchs officiels uniquement.
Dernière mise à jour le 6 novembre 2013.
Peter Momoe Fatialofa surnommé Fats, né le 26 avril 1959 à Auckland et mort le 6 novembre 2013 à Apia aux Samoa, est un joueur international samoan de rugby à XV évoluant au poste de pilier. Il est le capitaine de son équipe nationale lors de la Coupe du monde de 1991 où les Samoans atteignent les quarts-de-finale.

## Biographie

### Jeunesse
Peter Fatialofa naît à Auckland en Nouvelle-Zélande mais part vivre aux Samoa alors qu'il est encore à l'école primaire,.

### Carrière sportive
Peter Fatialofa commence sa carrière senior en 1980 en jouant à Auckland avec le Grafton Club à 19 ans. En 1981, il rejoint le club du Ponsonby RFC, remportant à huit reprises le Gallaher Shield avec cette équipe entre 1981 et 1995. Durant sa carrière, il joue pendant huit saisons avec l'équipe d'Auckland, disputant un total de 72 matchs. Avec l'équipe de la province néo-zélandaise, il prend part à la mainmise sur le Ranfurly Shield de 1985 à 1993 avec 61 défenses victorieuses consécutives. Il est d'ailleurs chargé par l'équipe de garder le bouclier pendant cette période.
Il honore sa première sélection avec l'équipe nationale des Samoa le 29 octobre 1988 lors d'un test match contre l'Irlande lors de la tournée au pays de Galles et en Irlande. Il obtient le brassard de capitaine pour la première fois en 1989, et mène son équipe lors de la Coupe du monde de 1991, jusqu'à sa défaite 28 à 6 contre l'Écosse en quart-de-finale. Il participe également à la Coupe du monde de 1995, atteignant de nouveau les quarts-de-finale où les Samoans sont éliminés par l'Afrique du Sud, battus largement par les Springboks sur le score de 42 à 14. Son dernier match international est contre les Fidji à Suva le 20 juillet 1996. Cette année-là, Fatialofa publie son autobiographie, Fats: Peter Fatialofa and the Manu Samoa Story.

### Retraite et reconversion
Après sa retraite, Peter Fatialofa travaille ensuite en tant que directeur dans son entreprise familiale de déménagement de piano. Il continue néanmoins à travailler dans le monde du rugby puisqu'il entraîne le club du East Tamaki RFC, puis l'équipe nationale féminine. Lors de la célébration de l'anniversaire de la reine Élisabeth II en 1996, il est fait membre de l’Ordre du Mérite néo-zélandais pour son action rugbystique. Il meurt le 6 novembre 2013 aux Samoa d'une crise cardiaque,,.

## Palmarès

### En club
Avec l'équipe d'Auckland, Peter Fatialofa est détenteur du Ranfurly Shield de 1985 à 1993. Avec le club du Ponsonby RFC, il remporte le Gallaher Shield à huit reprises.

### En équipe nationale
Peter Fatialofa ne remporte aucun titre avec l'équipe des Samoa mais il atteint par deux fois les quarts-de-finale de la Coupe du monde en 1991 et 1995.
| Édition             | Rang               | Résultats pays | Résultats nom | Matchs nom |
| ------------------- | ------------------ | -------------- | ------------- | ---------- |
| Pays de Galles 1991 | Quart-de-finaliste | 2 v, 0 n, 2 d  | 2 v, 0 n, 2 d | 4/4        |
| Afrique du Sud 1995 | Quart-de-finaliste | 2 v, 0 n, 2 d  | 2 v, 0 n, 2 d | 4/4        |

Légende : v = victoire ; n = match nul ; d = défaite.

## Statistiques en équipe nationale
De 1988 à 1996, Peter Fatialofa dispute 34 matchs avec l'équipe des Samoa et marque quatorze points (3 essais). Il dispute notamment huit rencontres de Coupe du monde en deux participations.

## Distinction
- Membre du Temple de la renommée World Rugby depuis 2019[10].